# Ixtiyor Navro'zov
Ixtiyor Karimovich Navro'zov (Bukhara, 5 luglio 1989) è un lottatore uzbeko, specializzato nella lotta libera.

## Palmarès

### Olimpiadi
- 1 medaglia:
  - 1 bronzo (Rio de Janeiro 2016 nei 65 kg)

### Mondiali
- 1 medaglia:
  - 1 argento (Las Vegas 2015 nei 65 kg)

### Giochi asiatici
- 1 medaglia:
  - 1 bronzo (Incheon 2014 nei 65 kg)

### Campionati asiatici
- 4 medaglie:
  - 1 oro (Bishkek 2018 nei 70 kg)
  - 2 argenti (Tashkent 2011 nei 66 kg; New Delhi 2017 nei 70 kg)
  - 1 bronzo (New Delhi 2010 nei 66 kg)